# Wat Pa Phu Kon

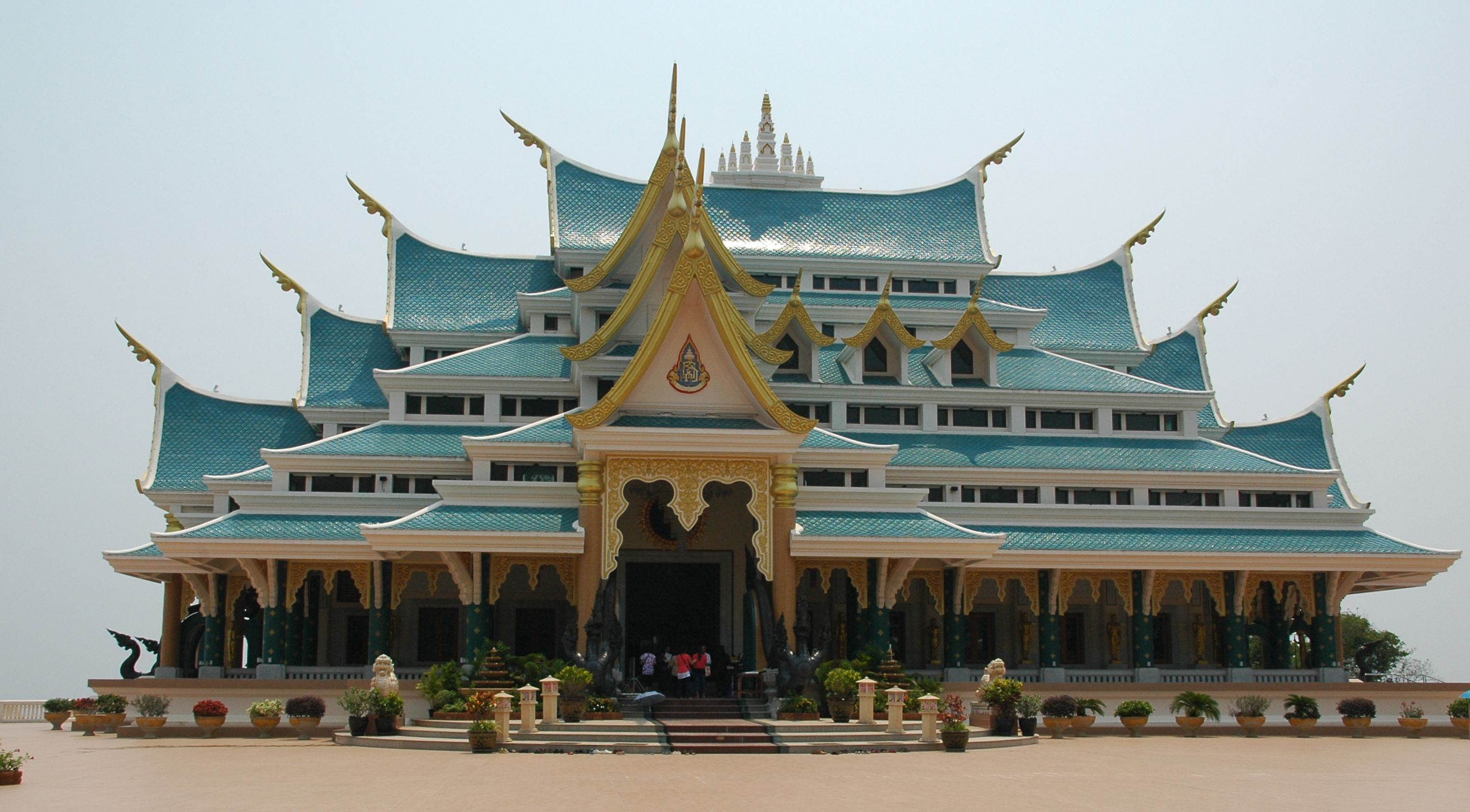
Der große Wihan des Wat Pa Phu Kon

Der Waldtempel Wat Pa Phu Kon (in Thai: วัดป่าภูก้อน) ist ein buddhistischer Tempel (Wat) in der thailändischen Provinz Udon Thani.

## Lage
Der Wat Pa Phu Kon liegt im Dorf Ban Na Kham (in Thai: บ้านนาคำใหญ่) in der Gemeinde (Tambon) Ban Kong (บ้านก้อง) im Landkreis (Amphoe) Na Yung (นายูง), dem nordwestlichen Teil der Provinz Udon Thani in der Nordostregion von Thailand, dem sogenannten Isan – unweit der Provinzgrenzen zu Loei und Nong Khai. Die Entfernung von der Stadt Udon Thani beträgt etwa 125 Straßenkilometer. Neben einer weitläufigen Tempelanlage im Tal finden sich auf halber Höhe der bergigen Landschaft auf einem Hügel ein goldener, mit kleinen Kacheln reich verzierter Chedi, sowie auf einer anderen, etwas höher gelegenen Erhebung, eine erst 2013 fertiggestellte Tempelanlage, die mit ihren türkisgrünen Dächern das Gesicht der Umgebung bestimmt und sich in kürzester Zeit zu einer beliebten Pilgerstätte entwickelt hat. Der große, hallenartige Wihan beherbergt einen 20 Meter langen, aus Carrara-Marmor gefertigten liegenden Buddha.

## Gelände und Gebäude
Auf dem weitläufigen bergigen Gelände (etwa 1.000 Rai), dicht bewaldet vor allem mit Bambussen, leben mehrere Gruppen wilder Affen und Pfauen und es wachsen zahlreiche seltene Pflanzen, Wildblumen und Orchideen.

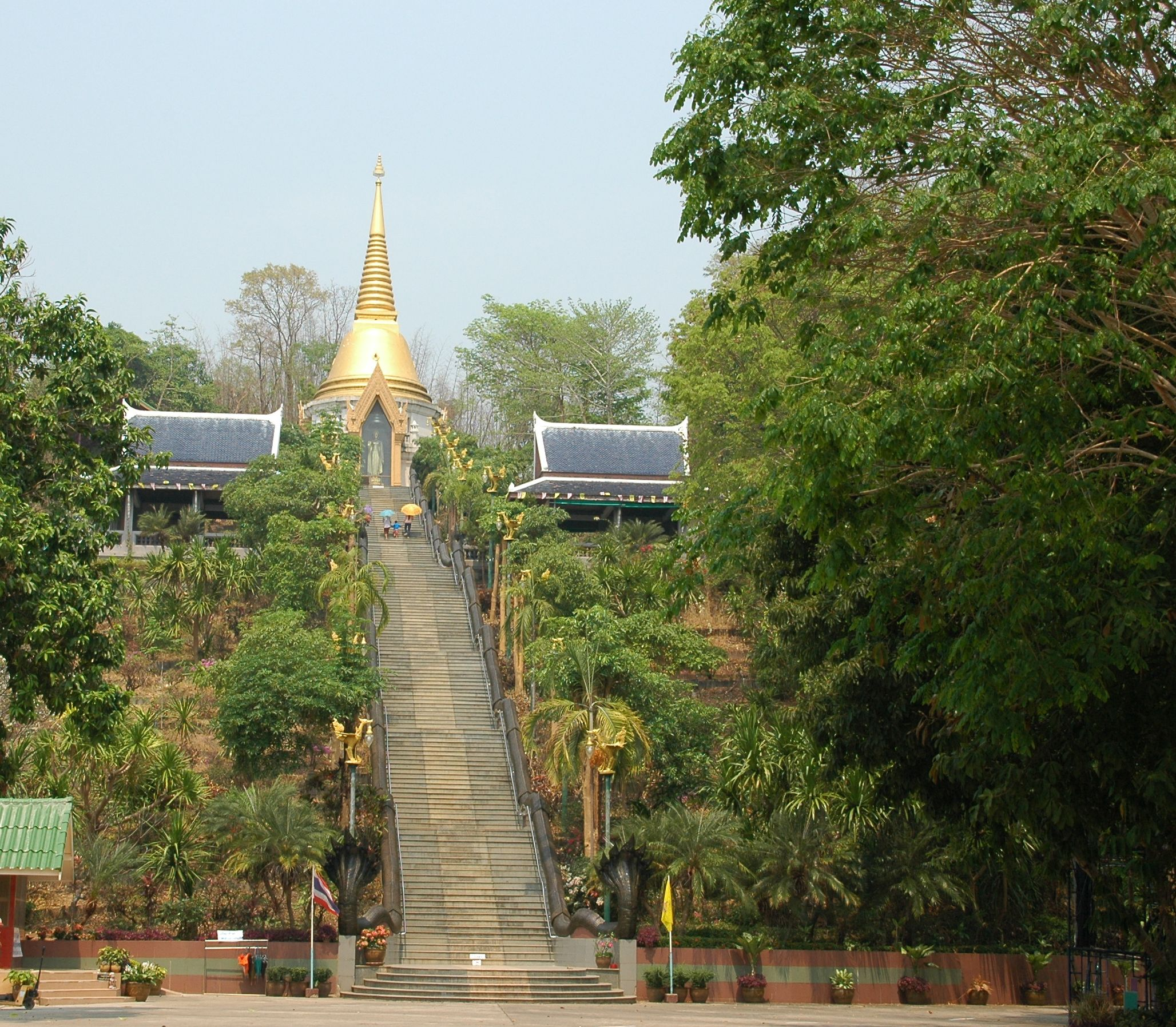
Der Chedi Prathom Rattanamahaburaphachan oberhalb der steilen Treppe

Der Chedi Prathom Rattanamahaburaphachan ist von einem Parkplatz aus auf einer breiten Treppe von etwa 200 Stufen zu erreichen. Ein Schrägaufzug ist derzeit im Bau (März 2014). Das Gebäude liegt auf einer Terrasse, ist etwa 25 Meter hoch und im Innern finden sich Räume auf zwei Etagen, die zu Ehren einiger einst einflussreicher verstorbener Mönche eingerichtet wurden und auch Gegenstände aus deren persönlichem Besitz ausstellen. Beide Räume werden von kuppelförmigen Decken überspannt, die reich – in Gold auf rotem Grund – verziert sind. Der Chedi im Sri-Lanka-Stil, reich geschmückt mit kleinen goldenen Mosaiksteinchen (die allerdings bereits stark abgeblättert sind), Marmor und Granit, lehnt sich in seinem architektonischen Stil und seiner farblichen Gestaltung an den Phra Pathom Chedi in Nakhon Pathom an – den höchsten buddhistischen Chedi weltweit. In seinem Inneren sollen auch Reliquien Buddhas aufbewahrt sein.
Auf steil ansteigender Straße erreicht man den weiter oberhalb gelegenen Wat Pa Phu Kon. Der Eingang zur Tempelanlage wird von zwei Tempelwächtern in chinesischem Stil (Löwenhundfiguren) bewacht, die – wie der liegende Buddha im Tempelinneren – aus Carrara-Marmor gefertigt sind. Oberhalb der Aufgangstreppe steht zentral auf einer weiten, künstlich geschaffenen und gefliesten Ebene der zentrale Wihan, der von mehreren kleineren Gebäuden umgeben ist, in denen Räume für die Mönche, Souvenirläden und Gastronomie untergebracht sind. Die Ebene ist vollständig unterkellert; die dort befindlichen Räume werden an Wallfahrtstagen für die zahlreichen Mönche und Pilger geöffnet, die sich dort aufhalten, schlafen und essen können. Innerhalb der Tempelanlage finden sich außerdem eine Schule, ein Krankenhaus und eine Aufzucht- und Pflegestationen für gefährdete Wildtiere.

## Baugeschichte und künstlerische Gestaltung
Die Tempelanlage wurde zwischen 2010 und 2013 erbaut. Nachdem die Bergkuppe eingeebnet und das Untergeschoss erbaut worden war, wurde zuerst die etwa 20 Meter lange liegende Buddhafigur auf einem betonierten Sockel errichtet, bevor der Wihan um diese herum erbaut wurde. Für den größten aus weißem Marmor gefertigten Buddha in Thailand wurden von den verantwortlichen Mönchen des Tempels 43 Marmorblöcke vor Ort im italienischen Carrara ausgesucht, von denen jeder zwischen 15 und 30 Tonnen wog, anschließend nach Thailand transportiert und dort zusammengefügt und skulpturiert. (Eine Fotodokumentation der Baugeschichte ist im Wihan ausgestellt.) Nachdem die Figur fertiggestellt war, wurde um sie herum die Halle errichtet und schließlich die Dekoration von Sockel und Wänden vollendet. Die Baukosten (die Buddhafigur soll alleine 50 Millionen Baht, die gesamte Anlage um die 320 Millionen Baht gekostet haben) sollen von einer einzelnen Privatperson gespendet worden sein.

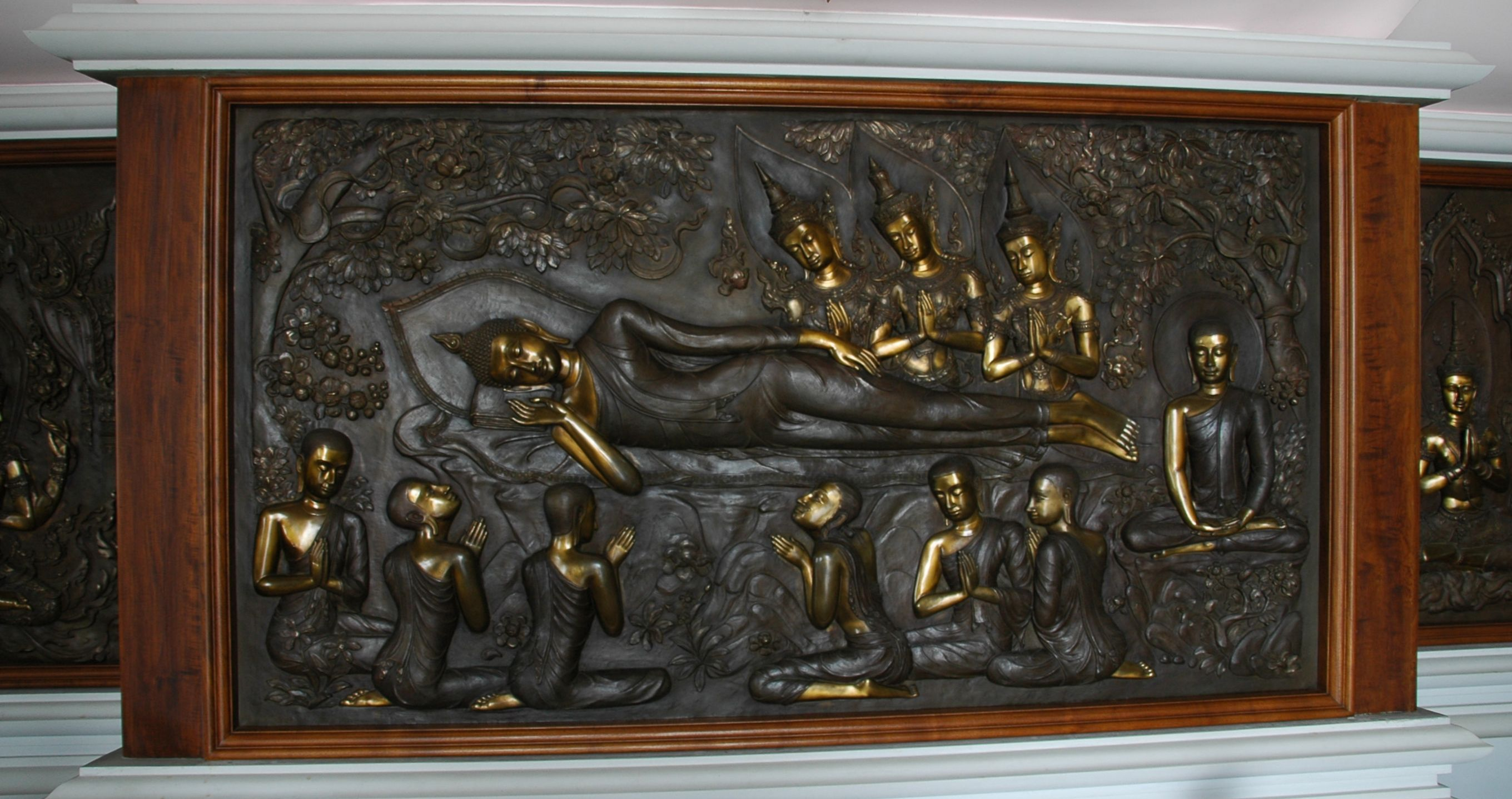
Detail am Sockel des liegenden Buddha im Wihan des Wat Pa Phu Kon

Der Sockel, auf dem die Buddhafigur rastet, ist umgeben von großformatigen Platten aus getriebenem, teilweise feuervergoldeten Kupferblech, auf denen Szenen aus dem Leben Buddhas dargestellt sind. Auch die wuchtigen bronzenen Eingangstüren an allen vier Seiten der rechteckigen Halle sind mit ähnlichen Reliefs versehen. An den Innenwänden sind zwischen und oberhalb der Fenster in Holzschnitzarbeit ausgeführte Reliefs angebracht. Der Buddha liegt auf einem aus dem gleichen Material gehauenen Kissen, hat weiche Gesichtszüge und ist in einzigartiger künstlerischer Qualität erarbeitet.